# Saison 2018 de l'équipe cycliste Canyon-SRAM Racing
La Saison 2018 de l'équipe Canyon-SRAM Racing est la dix-septième de la formation si on considère que la structure remonte à la T-Mobile de 2002. Katarzyna Niewiadoma, mais aussi Alice Barnes et Lisa Klein, ainsi que Christa Riffel et Tanja Erath rejoignent l'équipe tandis que Lisa Brennauer, Barbara Guarischi et Mieke Kröger la quittent.
La leader, Katarzyna Niewiadoma termine deuxième des Strade Bianche, puis remporte le Trofeo Alfredo Binda en solitaire. Elle ne réussit néanmoins pas sa campagne des Ardennaises. Elle est septième du Tour d'Italie. En fin de saison, elle gagne le Tour de l'Ardèche. Alexis Ryan franchit un palier en début de saison. Elle est deuxième du Circuit Het Nieuwsblad, gagne le Drentse 8 puis finit deuxième du  Tour de Drenthe. Elena Cecchini est souvent à l'attaque durant la saison. Elle se classe quatrième à Vårgårda puis à Plouay. Elle est cinquième du Tour de Thuringe. Elle devient également championne d'Italie du contre-la-montre. Hannah Barnes gagne la course de préparation Setmana Ciclista Valenciana. Elle devient ensuite championne de Grande-Bretagne du contre-la-montre devant sa sœur Alice. Elle conclut la saison par une deuxième place au Tour du Guangxi. Alena Amialiusik réalise le doublé aux championnats de Biélorussie. Sur le plan collectif, la saison est marquée par la victoire inattendue lors des championnats du monde de contre-la-montre par équipes. Katarzyna Niewiadoma est huitième du classement World Tour et neuvième du classement UCI. L'équipe est quatrième des deux classements.  

## Préparation de la saison

### Partenaires et matériel de l'équipe

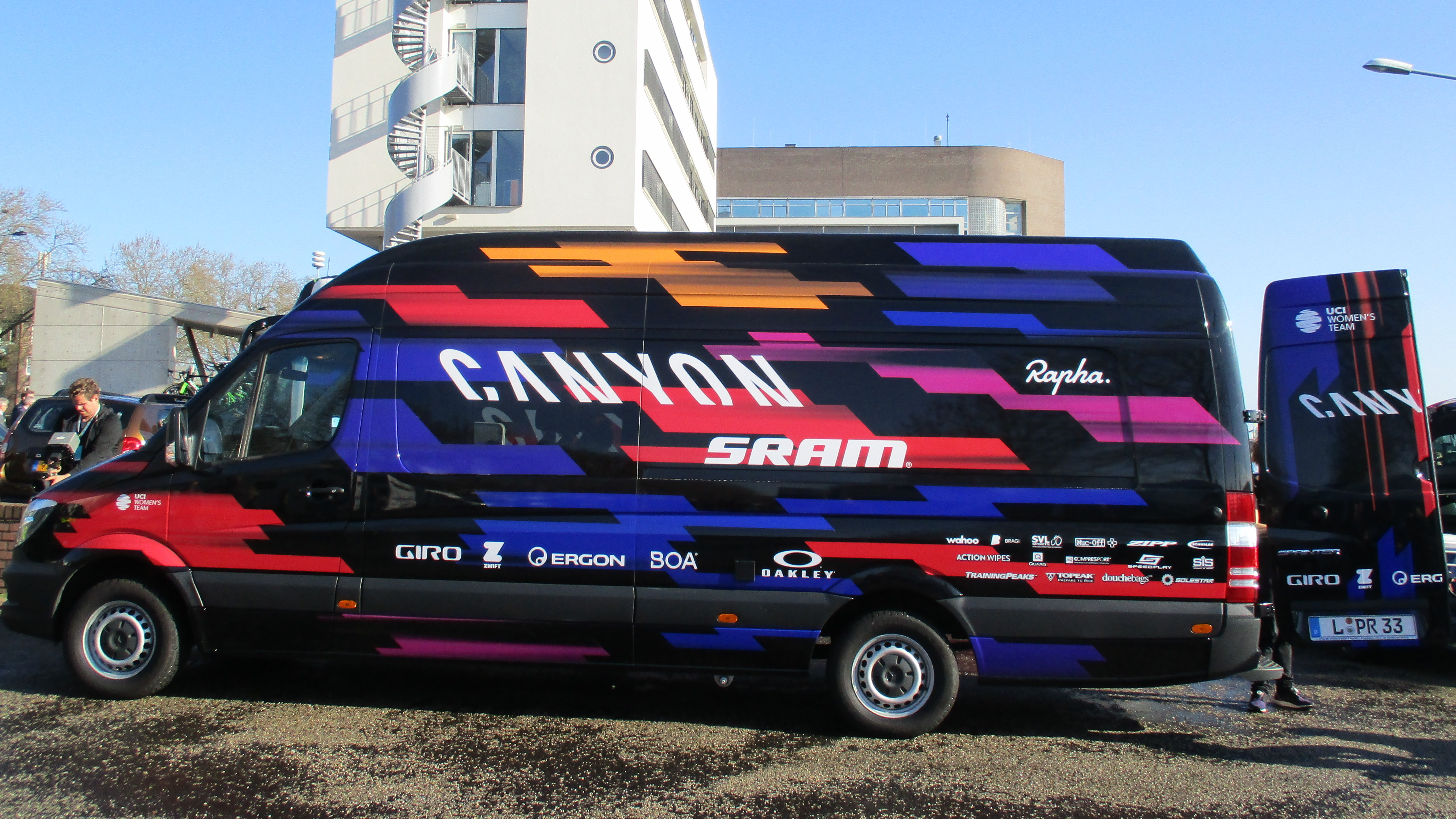
Camion de l'équipe à l'Amstel Gold Race

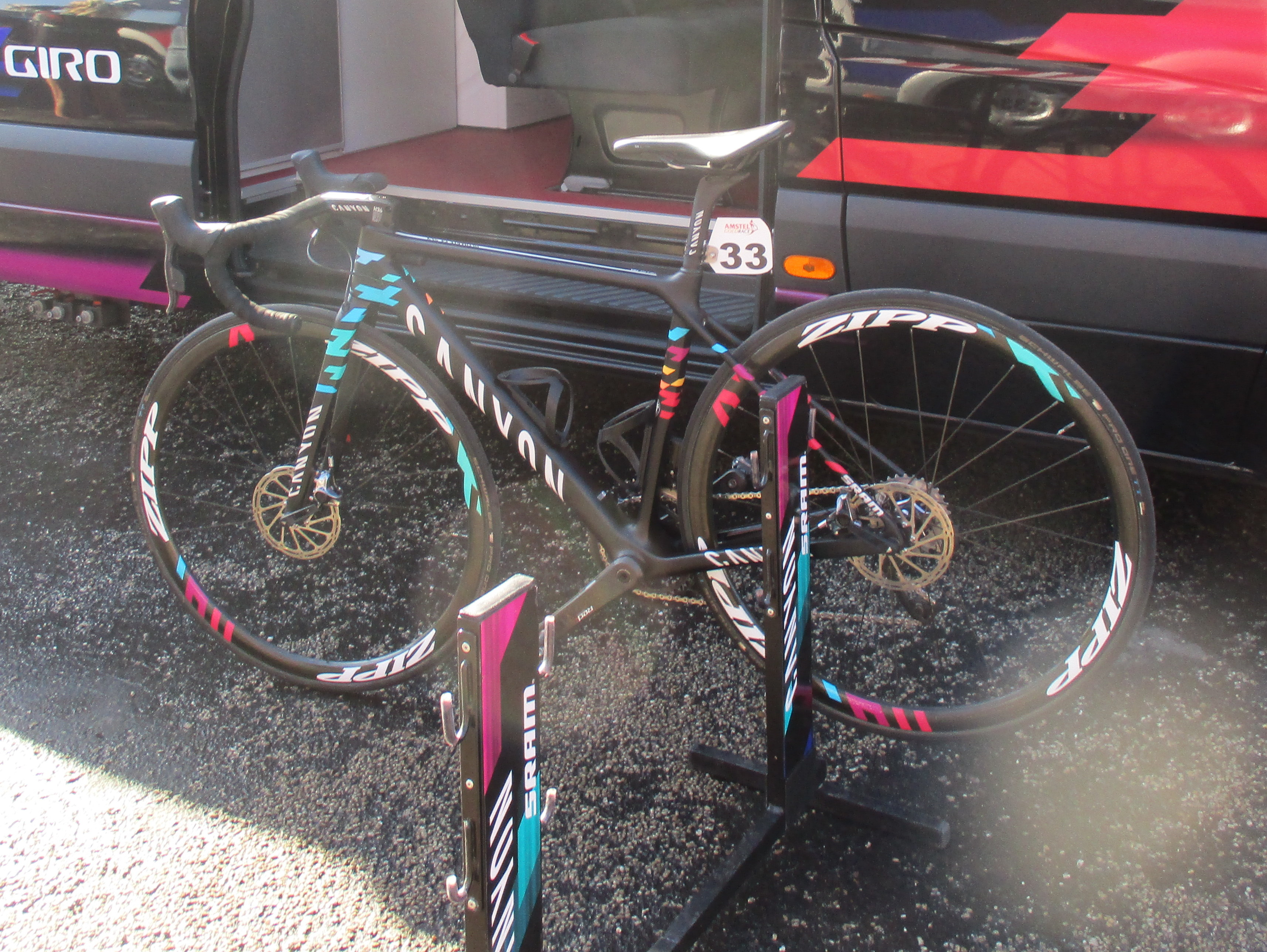
Vélo de l'équipe

La société allemande Lauke Pro Radsport GmbH dirigée par Ronny Lauke gère l'équipe.
Le partenaire principal de l'équipe est la marque de cycles Canyon. Le groupe équipant les vélos est fourni par SRAM. La marque Rapha fournit l'habillement.

### Arrivées et départs
L'équipe effectue un recrutement ambitieux. La grimpeuse polonaise Katarzyna Niewiadoma, troisième du classement World Tour et vainqueur du Women's Tour est la principale recrue. La jeune Britannique Alice Barnes, véritable révélation de l'année 2017 avec trois top dix sur des épreuves World Tour, rejoint sa sœur Hannah. La championne d'Allemagne Lisa Klein, bonne sprinteuse et spécialiste des prologues, est aussi un renfort important. La néo-professionnelle allemande Christa Riffel, déjà stagiaire dans l'équipe l'année précédente, signe également. Comme l'année précédente, une coureuse est recrutée par l'intermédiaire d'un concourt : le « Zwift Academy rider ». L'ancienne triathlète Allemande Tanja Erath remporte cette compétition.
Le principal départ est celui de Lisa Brennauer, l'ancienne championne du monde du contre-la-montre, étant jusqu'alors leader de l'équipe. Une autre spécialiste du contre-la-montre en la personne de Mieke Kröger quitte également l'équipe. Ces départs révèlent que le contre-la-montre par équipes, discipline dans laquelle la formation excellait, n'est plus la priorité. Enfin, la sprinteuse italienne Barbara Guarischi rejoint l'équipe Virtu.
| Arrivées             | Équipe 2017         |
| -------------------- | ------------------- |
| Alice Barnes         | Drops               |
| Tanja Erath          | Néo-professionnelle |
| Lisa Klein           | Cervélo Bigla       |
| Katarzyna Niewiadoma | WM3                 |
| Christa Riffel       | Néo-professionnelle |

| Départs           | Équipe 2018  |
| ----------------- | ------------ |
| Lisa Brennauer    | Wiggle High5 |
| Barbara Guarischi | Virtu        |
| Mieke Kröger      | Virtu        |

### Effectifs

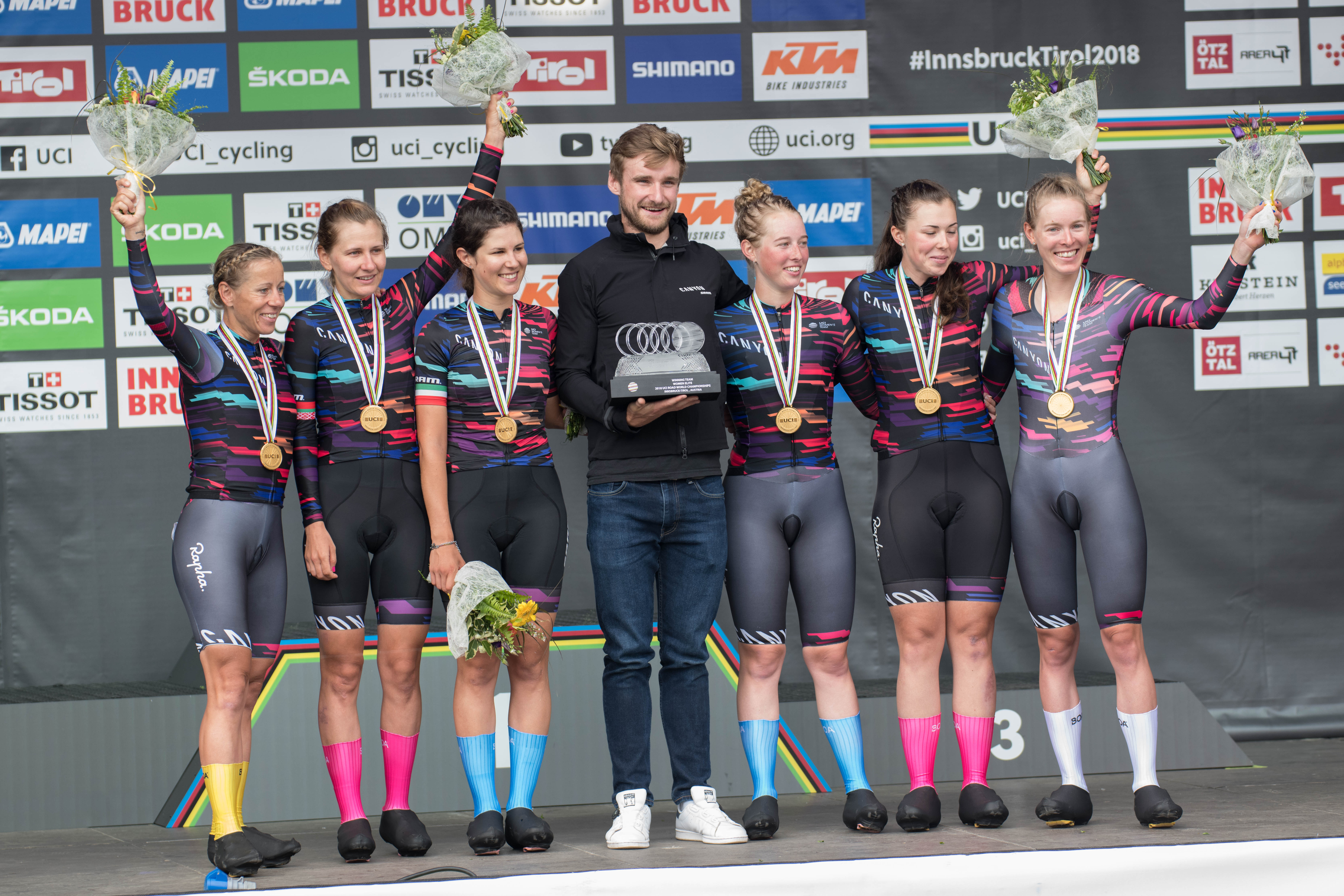
Équipe aux championnats du monde du contre-la-montre par équipes (de gauche à droite : Trixi Worrack, Anela Amialiusik, Elena Cecchini, Alice Barnes, Lisa Klein et Hannah Barnes)

| Effectif 2018          | Effectif 2018     | Effectif 2018 | Effectif 2018               |
| Cycliste               | Date de naissance | Pays          | Équipe précédente           |
| ---------------------- | ----------------- | ------------- | --------------------------- |
| Alena Amialiusik       | 6 février 1989    | Biélorussie   | Astana BePink Womens (2014) |
| Alice Barnes           | 17 juillet 1995   | Royaume-Uni   | Drops (2017)                |
| Hannah Barnes          | 4 mai 1993        | Royaume-Uni   | UnitedHealthcare (2015)     |
| Elena Cecchini         | 25 mai 1992       | Italie        | Lotto Soudal Ladies (2015)  |
| Tiffany Cromwell       | 6 juillet 1988    | Australie     | Orica-AIS (2013)            |
| Tanja Erath            | 7 octobre 1989    | Allemagne     |                             |
| Pauline Ferrand-Prévot | 10 février 1992   | France        | Rabo Liv Women (2016)       |
| Lisa Klein             | 15 juillet 1996   | Allemagne     | Cervélo Bigla (2017)        |
| Katarzyna Niewiadoma   | 29 septembre 1994 | Pologne       | WM3 (2017)                  |
| Christa Riffel         | 30 juillet 1998   | Allemagne     |                             |
| Alexis Magner          | 18 septembre 1994 | États-Unis    | UnitedHealthcare (2015)     |
| Leah Thorvilson        | 9 janvier 1979    | États-Unis    |                             |
| Trixi Worrack          | 28 septembre 1981 | Allemagne     | AA Drink-Leontien.nl (2011) |
|                        |                   |               |                             |
| Source : UCI           |                   |               |                             |

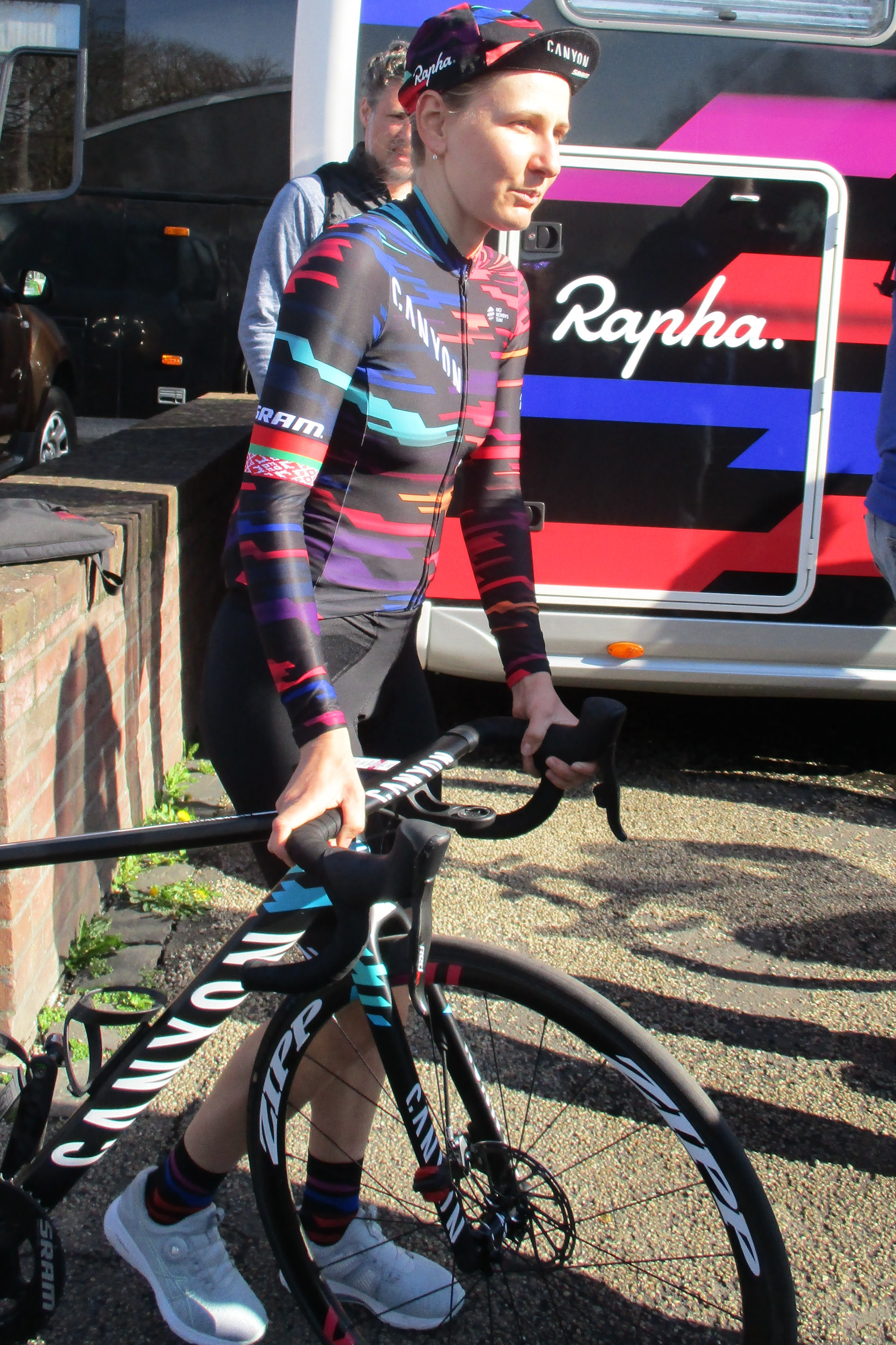
Alena Amialiusik
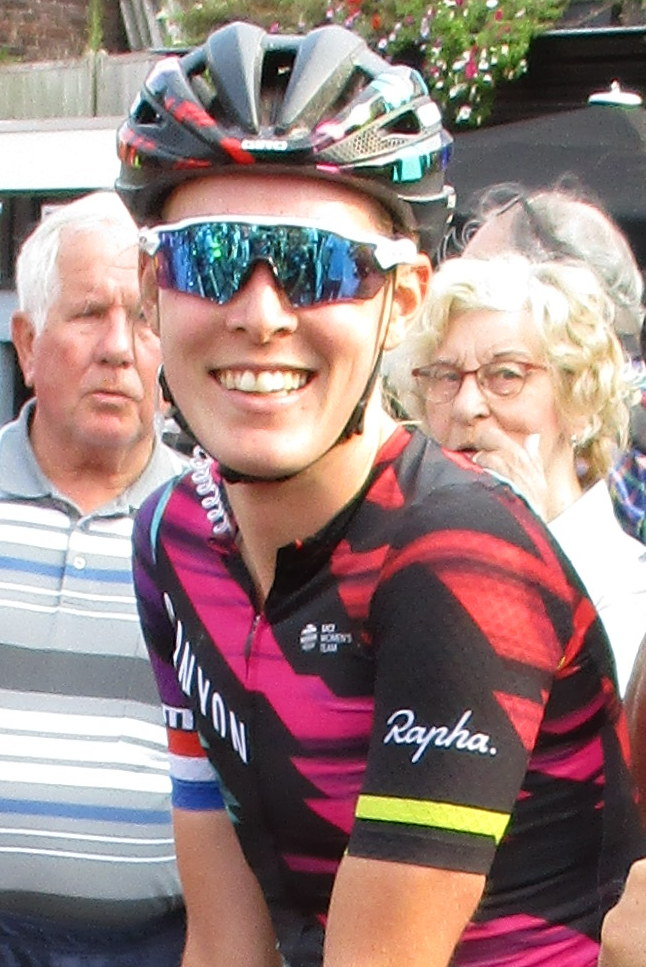
Hannah Barnes en 2017
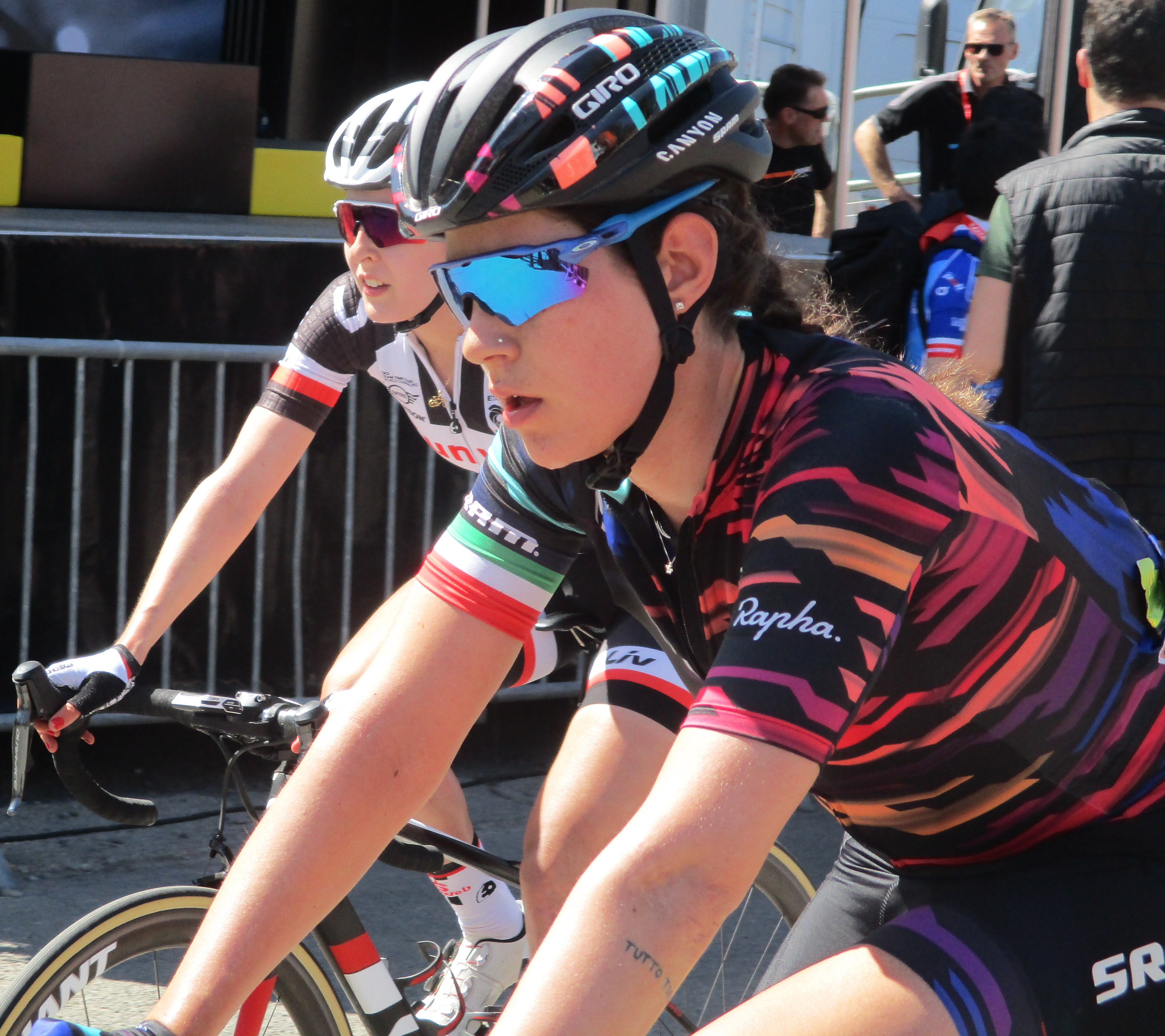
Elena Cecchini
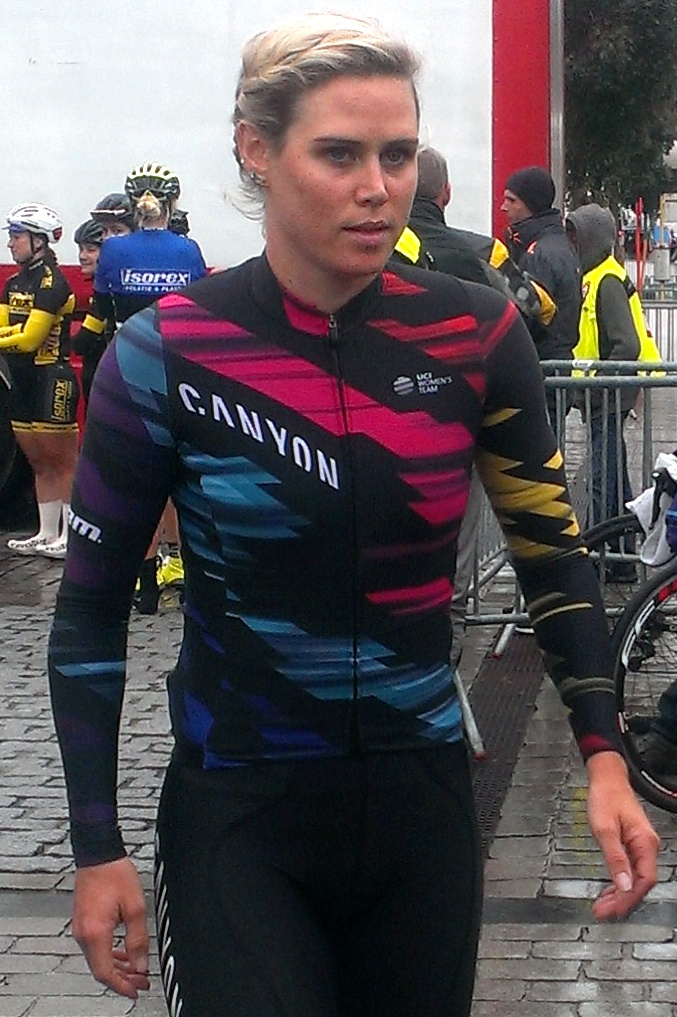
Tiffany Cromwell en 2017
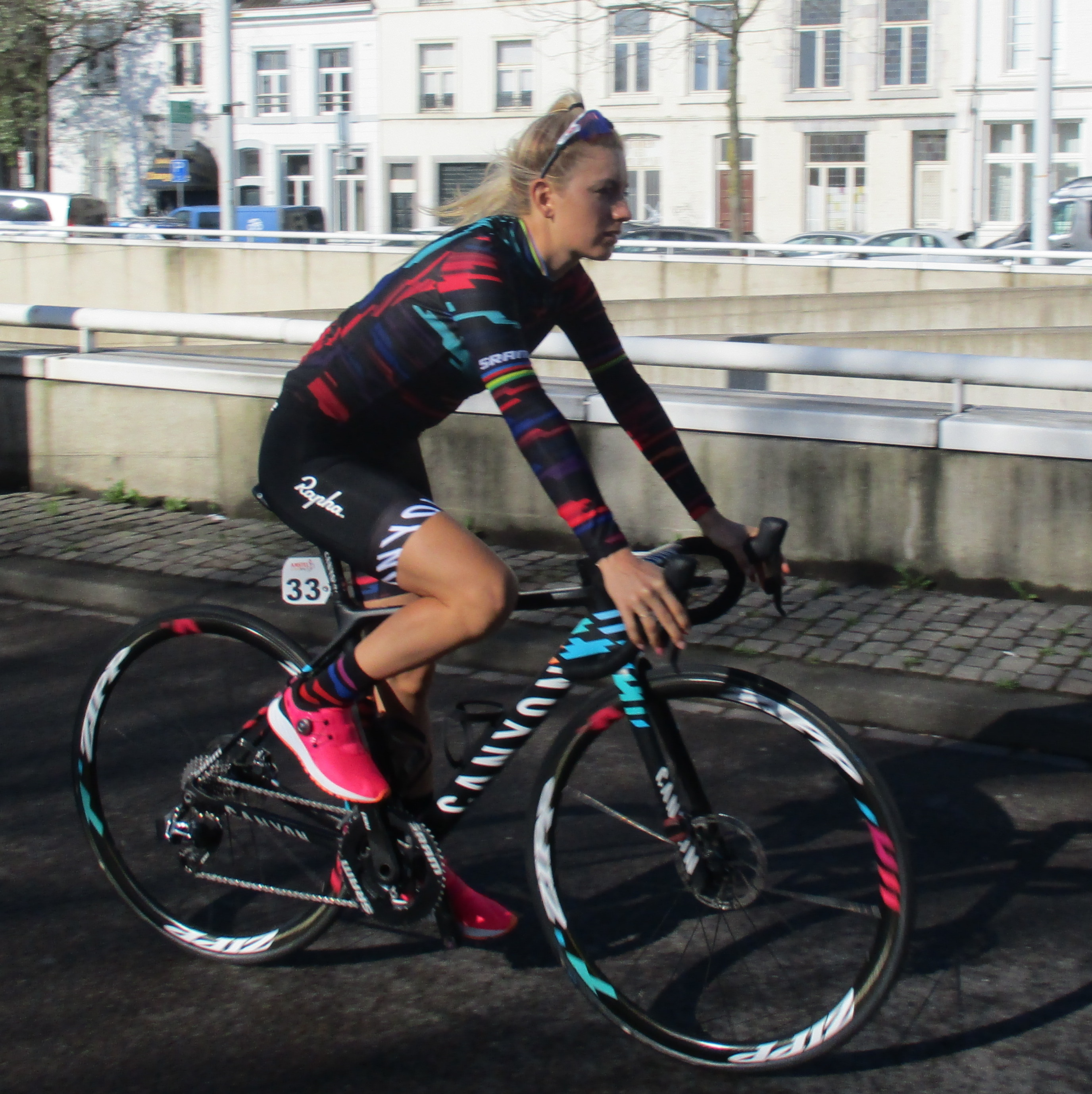
Pauline Ferrand-Prévot
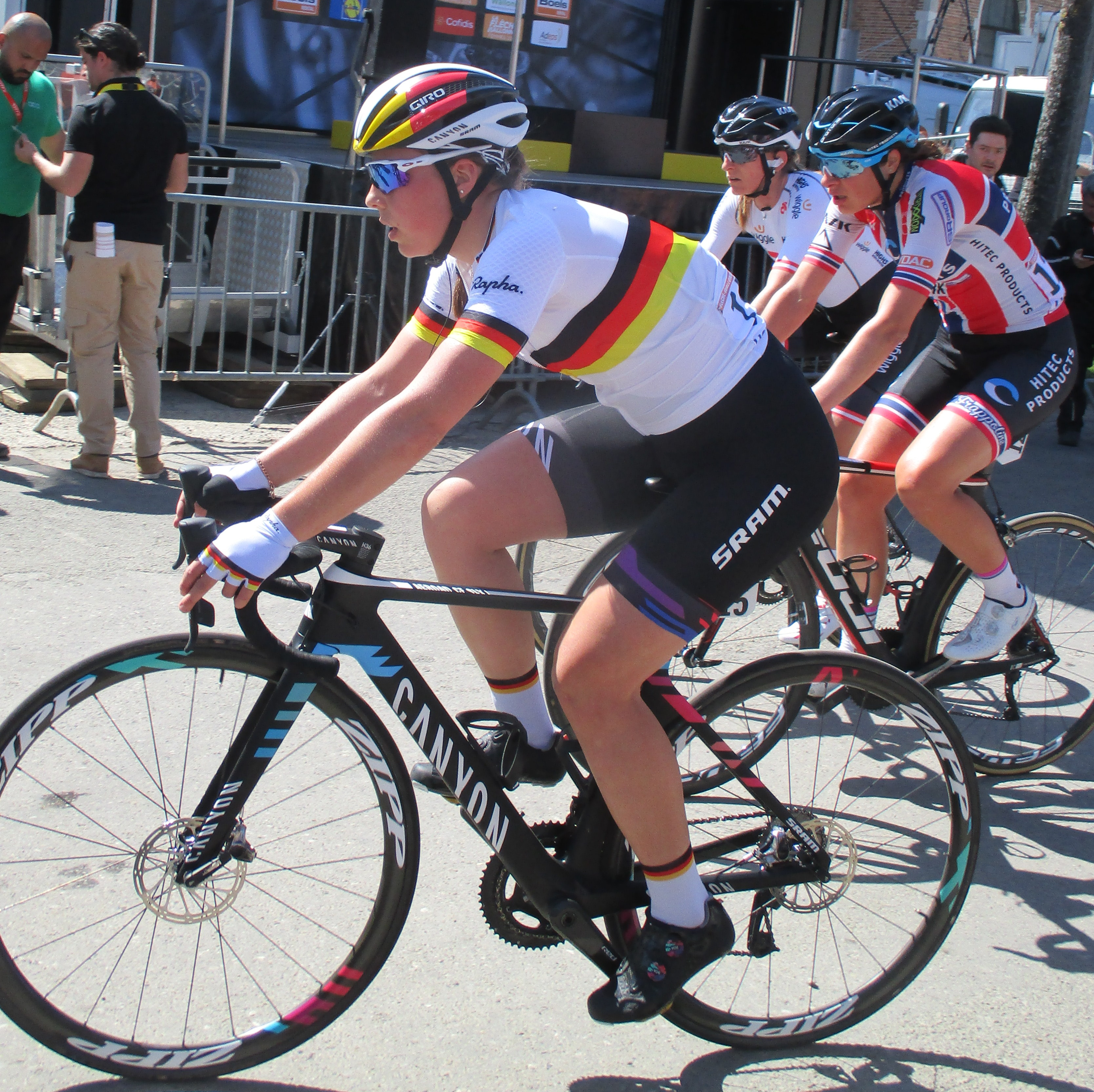
Lisa Klein
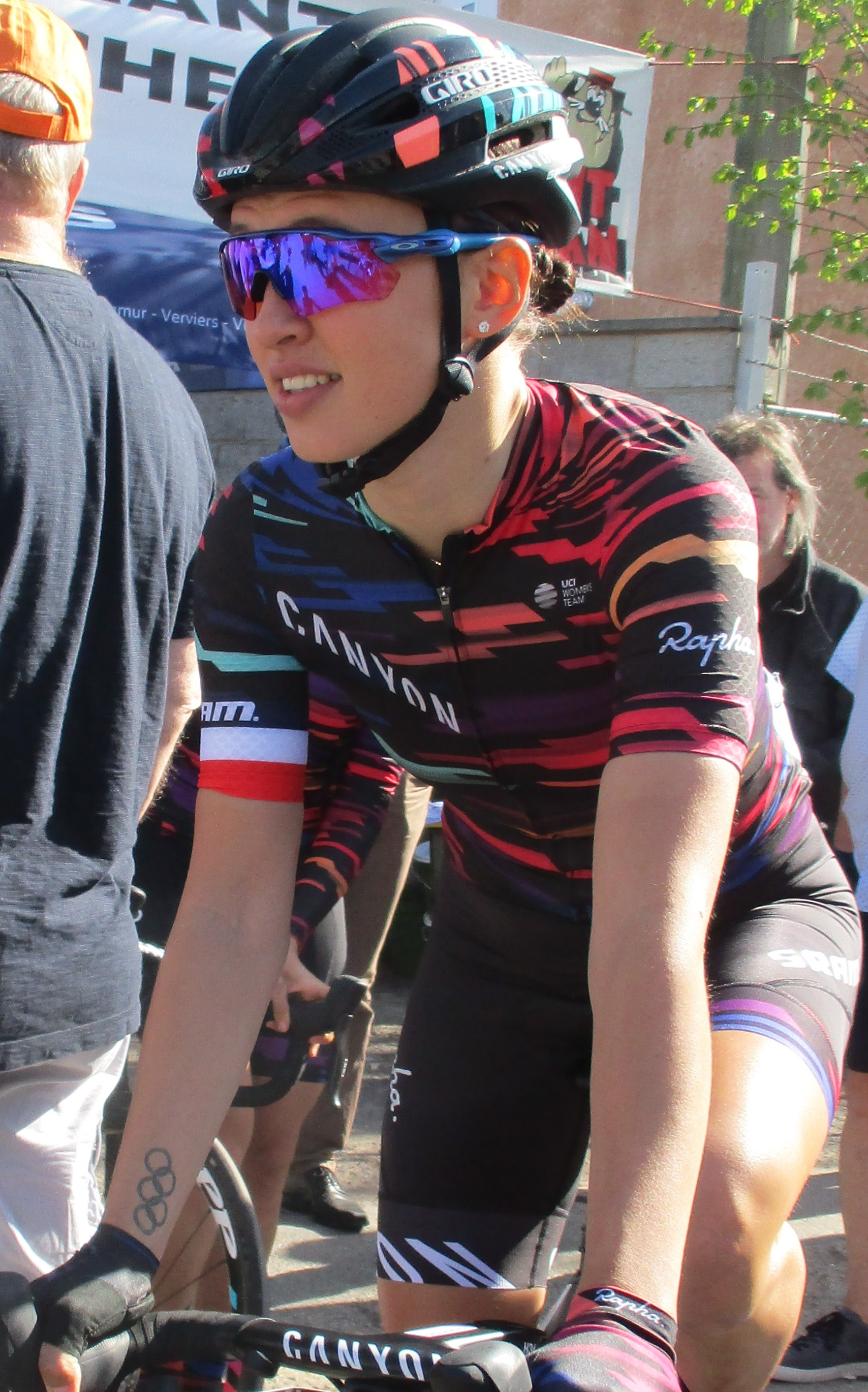
Katarzyna Niewiadoma
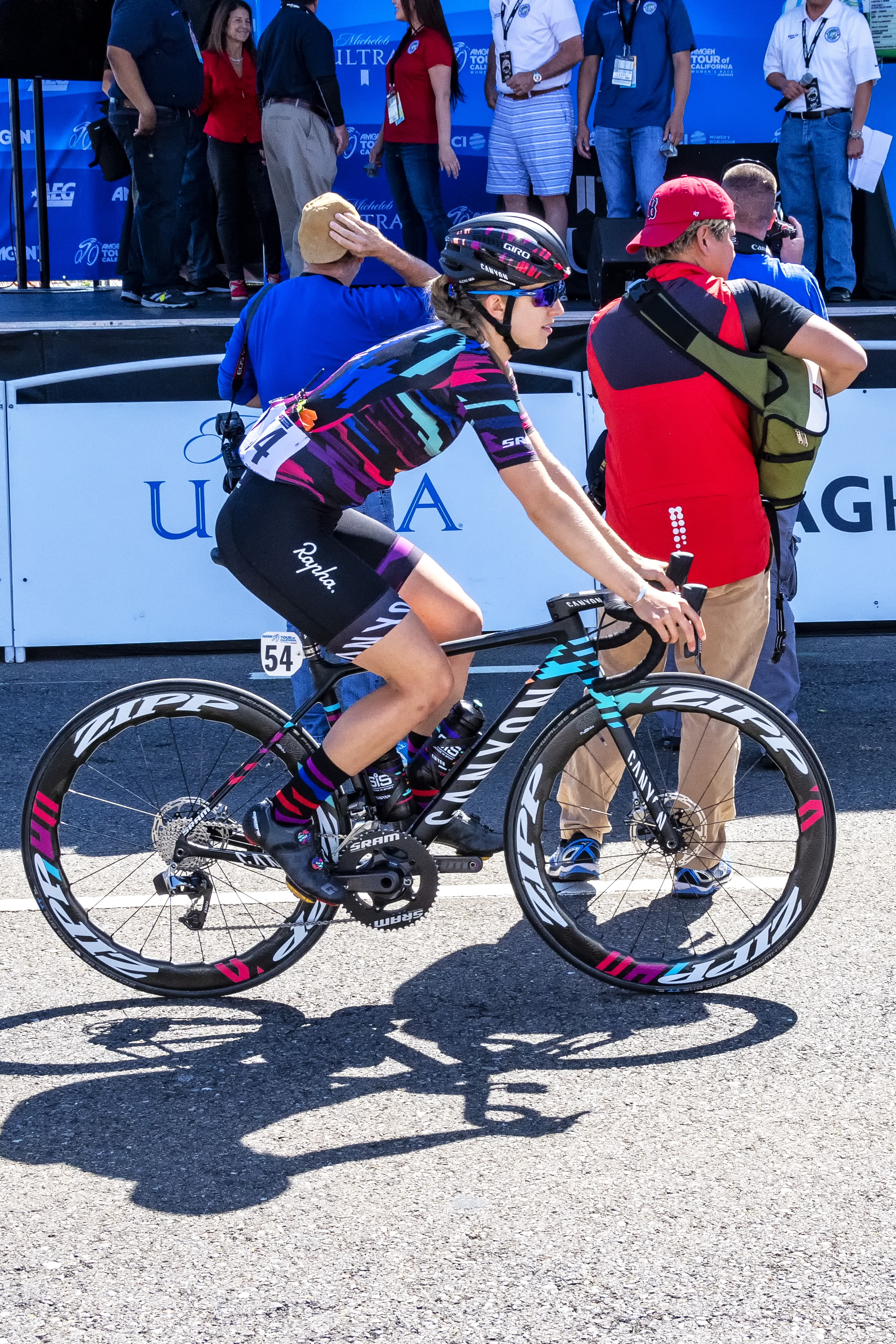
Alexis Ryan
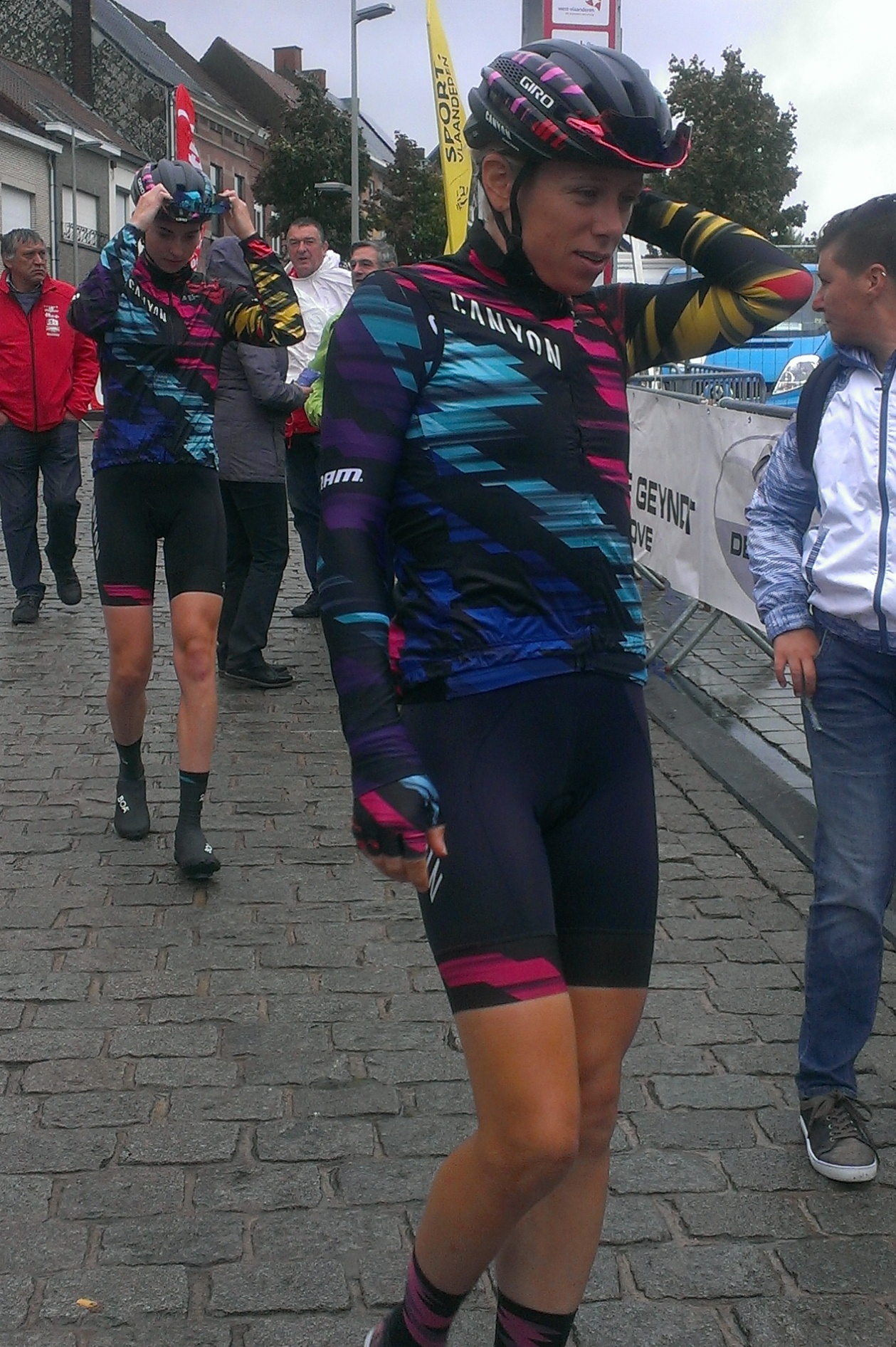
Leah Thorvilson en 2017
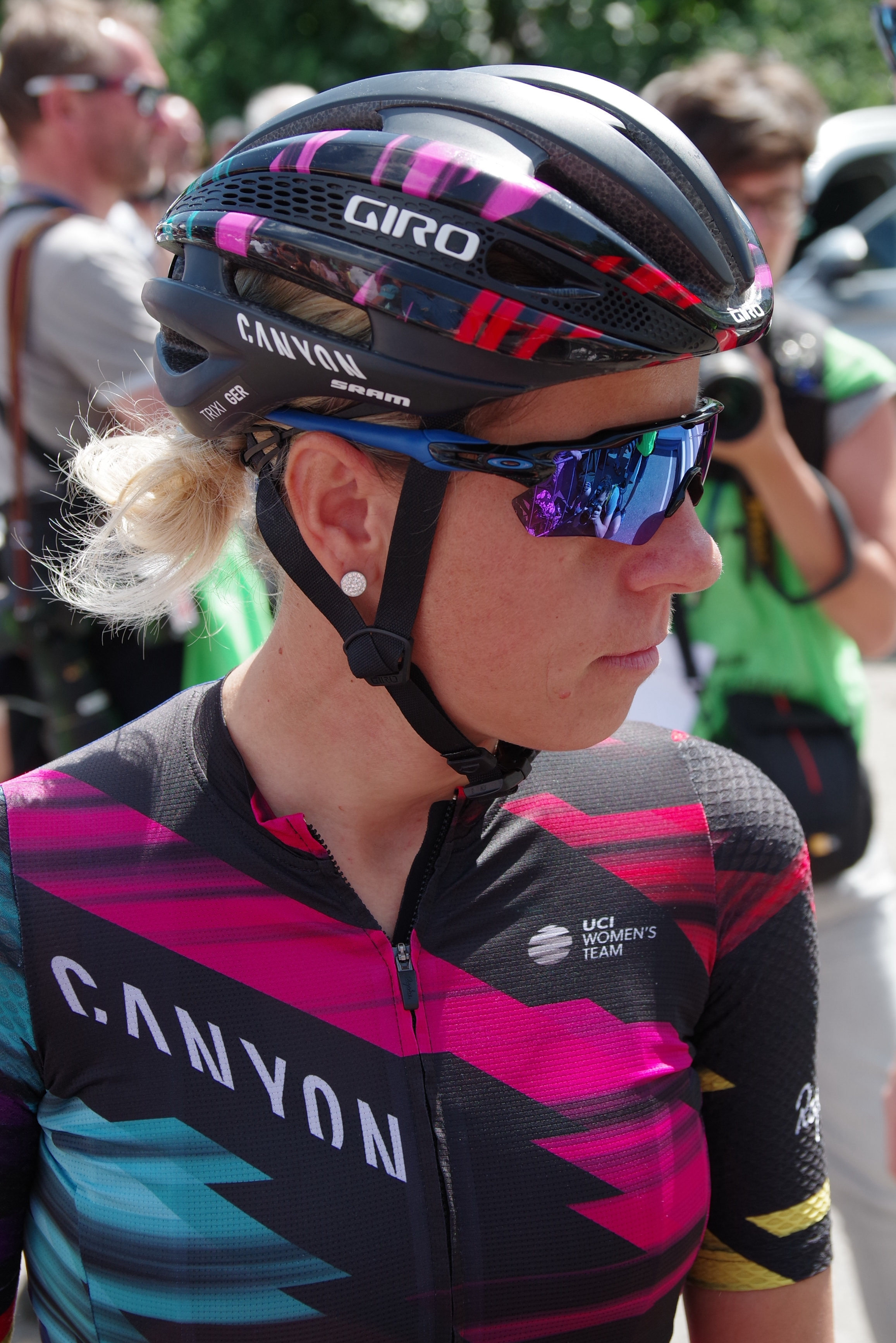
Trixi Worrack en 2017

### Encadrement
Ronny Lauke est à la directeur général et directeur sportif de l'équipe, poste qu'il occupe depuis 2008. Beth Duryea est directrice sportive adjointe tout comme Barry Austin.

## Déroulement de la saison

### Février
Fin février, à la Setmana Ciclista Valenciana, sur la première étape, l'équipe se montre très active avec Tanja Erath, Katarzyna Niewiadoma et Pauline Ferrand-Prévot tour à tour à l'avant. L'étape se conclut par un sprint où Hannah Barnes s'impose,. Elle est le lendemain devancée par Marta Bastianelli,. Cette dernière profite de la troisième étape et des bonifications du sprint pour s'emparer de la tête du classement général. Sur la dernière étape, neuf coureuses s'échappent au bout de neuf kilomètres sur la première difficulté. Parmi elles, Hannah Barnes, Katarzyna Niewiadoma et Pauline Ferrand-Prévot, mais sans Marta Bastianelli. L'Anglaise prend les bonifications sur les deux premiers sprints intermédiaires. Malgré les difficultés de l'étape, elle se finit par un sprint où Hannah Barnes se montre la plus véloce. Elle remporte par la même occasion le classement général. Au même moment, au Circuit Het Nieuwsblad, Elena Cecchini fait partie de l'échappée. Finalement, elles sont vingt-cinq athlètes à l'avant au pied du Bosberg. Au sprint, Alexis Ryan n'est devancée que par Christina Siggaard,.

### Mars
Aux Strade Bianche, sur le plus long secteur pavé, l'équipe Boels Dolmans se place en tête.  Alena Amialiusik accélère et est suivie par Chantal Blaak et Ellen van Dijk. Leur avance monte à quarante secondes à trente-quatre kilomètres de l'arrivée. Elles sont finalement revues par le reste du peloton dans le secteur pavé numéro six. Elles sont alors environ vingt-cinq en tête. Dans le septième secteur, dit colle Pinzuto, Elena Cecchini attaque la première mais ne creuse pas l'écart. Ensuite, Katarzyna Niewiadoma et Elisa Longo Borghini passent à l'offensive. Anna van der Breggen réagit immédiatement. Sur la fin de ce secteur, les deux dernières comptent environ vingt secondes d'avance sur le peloton. Derrière, dans le dernier secteur, Katarzyna Niewiadoma sort seule du groupe de huit poursuivantes. Elle revient sur Elisa Longo Borghini et la distance dans l'ascension finale. Elle est donc pour la troisième année consécutive deuxième,. Au Drentse 8, la course se conclut au sprint. Alexis Ryan y est la plus rapide devant Jolien D'Hoore et Chloe Hosking,. Au Tour de Drenthe, au sprint, Tiffany Cromwell fait le poisson pilote et lance le sprint avec Amy Pieters et Alexis Ryan dans sa roue. La Néerlandaise produit son effort dès le panneau 350 m. Alexis Ryan la remonte, mais Amy Pieters parvient, en pistarde, à la maintenir à sa hauteur jusqu'au bout,.
Lors du Trofeo Alfredo Binda, au sommet de l'avant dernier passage de la côte d'Orino, Alena Amialiusik, et deux autres coureuses attaquent. Elles restent en tête un tour, quand Megan Guarnier et Malgorzata Jasinska réalisent la jonction. Les quatre athlètes coopèrent bien et entame le dernier tour avec une minute d'avance.  Au pied de la dernière ascension de Casale, l'avance est de trente secondes. Dans celle-ci, les favorites Katarzyna Niewiadoma, Elisa Longo Borghini et Chantal Blaak accélèrent et reviennent immédiatement sur la tête de course. Le groupe de tête se reforme néanmoins avec douze unités. Tout doit se décider dans la dernière ascension d'Orino. Dans celle-ci, Pauline Ferrand-Prévot et Alena Amialiusik attaquent. Finalement, Katarzyna Niewiadoma réussit à distancer ses adversaires.  La Polonaise remporte donc la course,. Aux Trois Jours de La Panne, Lisa Klein fait partie de la bonne échappée mais se fait reprendre dans les derniers kilomètres,. Elle confirme sa bonne forme du dimanche en finissant troisième du sprint à Gand-Wevelgem,.

### Avril

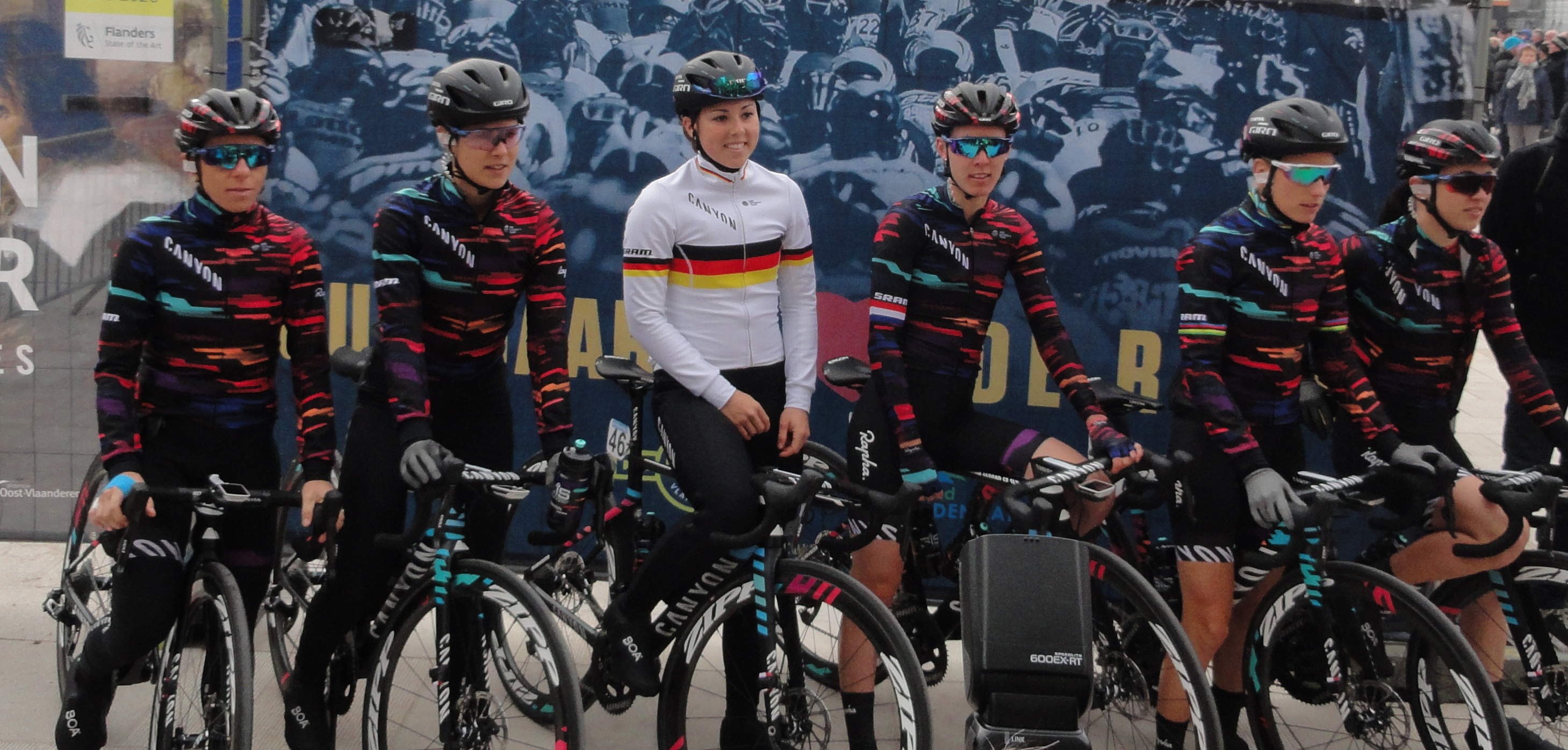
Au départ du Tour des Flandres

Au Tour des Flandres, Lisa Klein est victime de la chute massive à l'entrée de Grammont.Dans le mur, Katarzyna Niewiadoma est bien placée. Dans le Kanarieberg, la Boels Dolmans imprime un rythme élevé. Elena Cecchini attaque et est suivie par Amalie Dideriksen. On ne les laisse cependant pas partir. Un peloton encore groupé se présente donc au Kruisberg. L'Italienne reproduit son effort et provoque une sélection. Elle est relayée par Amy Pieters. Elles sont alors onze favorites à l'avant dont Pauline Ferrand-Prévot et Katarzyna Niewiadoma. Juste après, à vingt-cinq kilomètres de l'arrivée, Katarzyna Niewiadoma lance une escarmouche, mais c'est Anna van der Breggen qui part. La Polonaise regrettera par la suite de ne pas avoir poursuivi son effort. Elle attaque dans le Paterberg avec Annemiek van Vleuten et Ashleigh Moolman, mais la Boels Dolmans ne laisse pas partir. Elle est finalement neuvième,.
À l'Amstel Gold Race, le passage du Keutenberg au kilomètre cinquante-quatre provoque une sélection. Un groupe de huit coureuses se forme à son sommet et le reste du peloton est divisé en deux. Alexis Ryan y est présente. Ce groupe a vingt-cinq secondes d'avance lors du premier passage sur la ligne d'arrivée. Un ralentissement permet au peloton de se regrouper. L'avantage de l'échappée monte alors à deux minutes trente. Dans l'avant-dernière montée du Cauberg, Chantal Blaak accélère et n'est suivie que par Alexis Ryan puis par Amanda Spratt. Derrière, Brand, Cordon et Markus allient leurs forces et reviennent sur la tête. Tout se joue finalement dans la dernière montée du Cauberg. Alexis Ryan est quelque peu décrochée cette fois et se classe cinquième,. À la Flèche wallonne, lors du premier passage sur côte de Cherave, Pauline Ferrant-Prévot attaque. Elle est suivie par Megan Guarnier, Janneke Ensing et Amanda Spratt. Elles passent ensemble le mur de Huy et comptent quarante-cinq secondes d'avance au kilomètre quatre-vingt-quatorze. Les équipes non-représentées à l'avant réagissent. Dans la côte de Cherave l'écart descend à vingt secondes. Le groupe d'échappée aborde néanmoins en tête le mur de Huy, mais y sont reprises. La meilleure de l'équipe est Katarzyna Niewiadoma qui se trouve à une décevante vingt-et-unième place,. À Liège-Bastogne-Liège, dans la côte de la Redoute, la formation Canyon-SRAM est à la manœuvre. Alena Amialiusik est la première à produire un effort. Elle atteint la première le sommet de la montée. Pauline Ferrand-Prévot sort immédiatement après. Elle compte une avance allant jusqu'à quarante secondes, mais est reprise. Dans le final, l'équipe se fait plus discrète. Pauline Ferrand-Prévot est finalement septième.
Au Festival Elsy Jacobs, Lisa Klein s'impose sur le prologue. Sur la première étape, Alexis Ryan se classe deuxième du sprint. Elle est quatrième le lendemain et conclut l'épreuve à la troisième place,.

### Mai

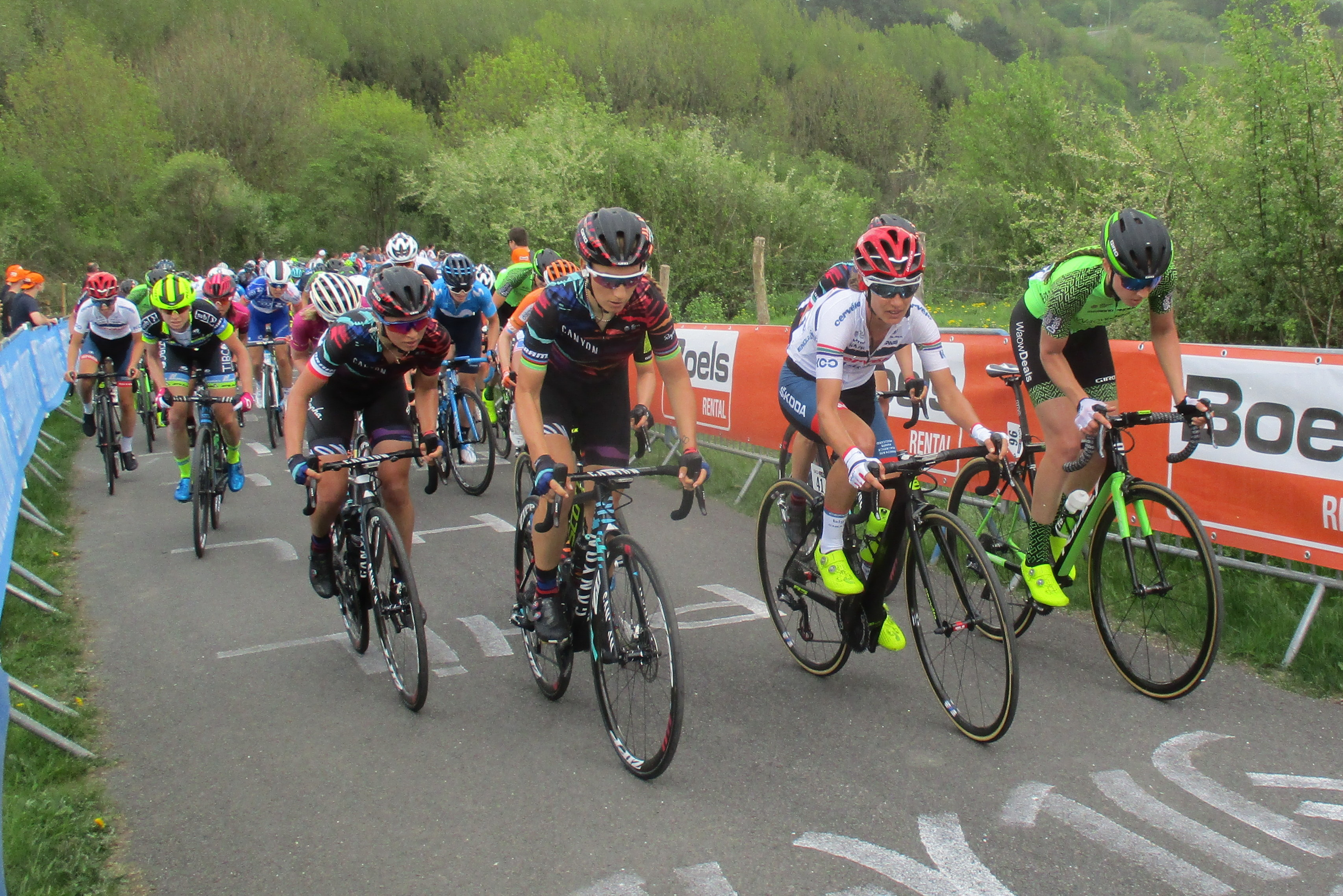
Pauline Ferrand-Prévot et Katarzyna Niewiadoma dans la côte de la Redoute lors de Liège-Bastogne-Liège

Au Tour de Yorkshire, Alice Barnes est troisième du sprint de la première étape,. Sur la deuxième étape, tout se décide dans la montée finale. Alena Amialiusik est deuxième derrière Megan Guarnier. Au classement général, elle prend la troisième place,. 
Sur le Tour de Californie, Alexis Ryan est quatrième du sprint de la première étape,. Sur l'étape reine, dans l'ascension du Daggett Pass à dix kilomètres de l'arrivée, Katarzyna Niewiadoma fait partie du groupe de tête. Elle ne suit pas Katie Hall et Tayler Wiles. Elle est finalement troisième à une minute des deux Américaines. Sur l'ultime étape en critérium, Alexis Ryan est deuxième derrière Arlenis Sierra. Au classement général, Katarzyna Niewiadoma est troisième,. Au même moment, à l'Emakumeen Euskal Bira, Elena Cecchini est cinquième de la première étape.
Au Tour de Thuringe, les premières étapes se concluent au sprint. Elena Cecchini est quatrième de la première étape, puis s'impose sur la deuxième. Elle est ensuite troisième de la quatrième étape après avoir fait partie avec Alice Barnes du groupe de tête en milieu de parcours. Le lendemain, sur l'étape autour de l'Hanka-Berg, Coryn Rivera, la maillot jaune, attaque dès les premiers kilomètres. Elle est accompagnée par Trixi Worrack. Avant le troisième passage sur l'Hanka-Berg, Pernille Mathiesen part en éclaireuse. Dans la montée, c'est Coryn Rivera qui passe à l'offensive, seulement suivie par Trixi Worrack. À vingt kilomètres de l'arrivée, l'écart est moins d'une minute. Elles sont finalement reprise au pied de l'ultime ascension,. Sur la sixième étape, Alice Barnes est dans l'échappée matinale. Elle est reprise à mi-étape. Dans le final, après d'autres tentatives, Alice Barnes trouve la faille à six kilomètres de l'arrivée. Elle s'impose seule, tandis qu'Elena Cecchini règle le peloton,. Sur le contre-la-montre final, Trixi Worrack se classe quatrième et Elena Cecchini sixième. Au classement général, cette dernière est cinquième.

### Juin

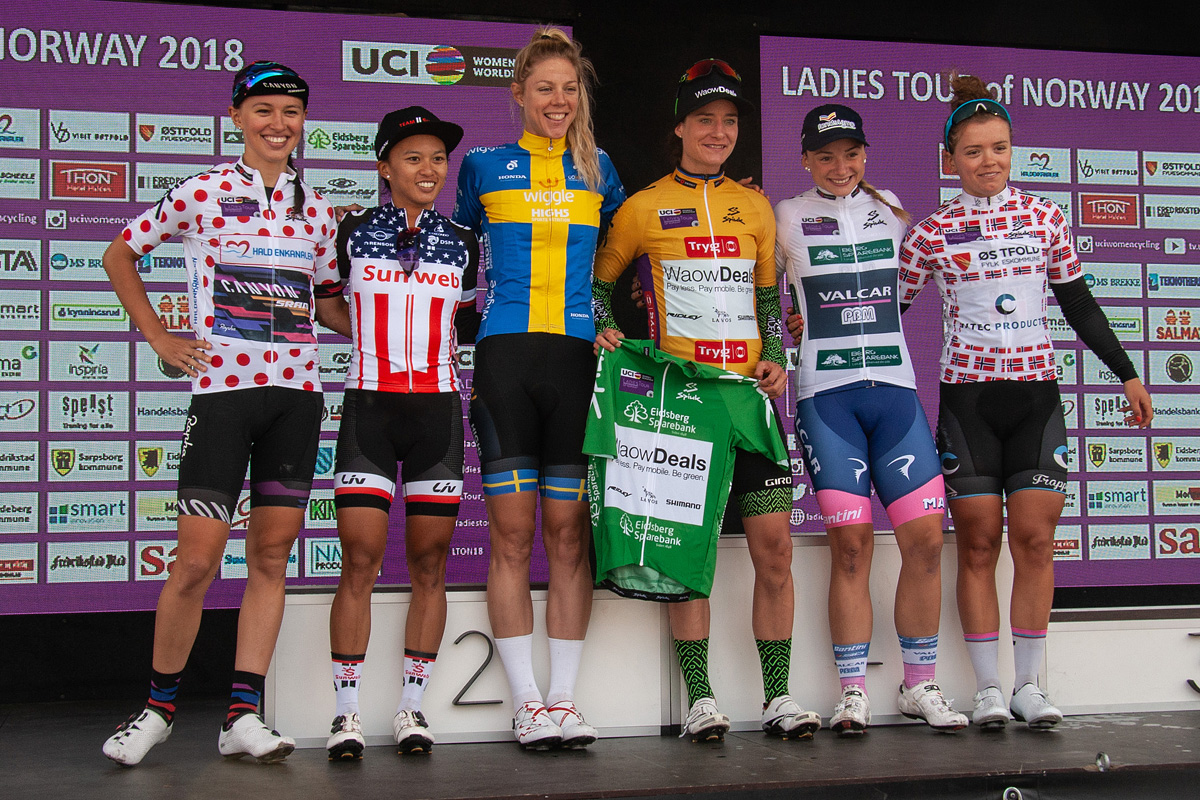
Katarzyna Niewiadoma anime le Women's Tour

Au The Women's Tour, Katarzyna Niewiadoma est à l'attaque dans les côtes sur la deuxième étape. Pauline Ferrand-Prévot est sixième de l'étape, où la tête du peloton arrive légèrement détâchée,,. L'équipe continue avec une tactique offensive sur les étapes suivantes avec Katarzyna Niewiadoma et Alena Amialiusik notamment mais n'est pas couronnée de succès. Pauline Ferrand-Prévot est neuvième du classement général final.
Sur les championnats nationaux, Hannah Barnes remporte le titre en contre-la-montre devant sa sœur. Alena Amialiusik réalise le doublé en Biélorussie.

### Juillet
Au Tour d'Italie, la formation Canyon-SRAM est cinquième du contre-la-montre par équipes inaugural vingt-six secondes derrière la formation Sunweb,. Alexis Ryan est sixième du sprint de la deuxième étape, puis troisième sur la troisième étape. Durant la cinquième étape, Elena Cecchini fait partie de l'échappée, mais est reprise,. Lors de la première arrivée au sommet, Katarzyna Niewiadoma fait partie du groupe des favorites arrivant une trentaine de secondes derrière Amanda Spratt,. Elle est septième du contre-la-montre en côte,. Sur l'étape du Zoncolan, elle est onzième,. Le lendemain, elle passe la dernière côte avec les favorites et prend la deuxième place du sprint du groupe derrière Annemiek van Vleuten. Elle est septième du classement général final,. À La course by Le Tour de France, elle prend la sixième place.

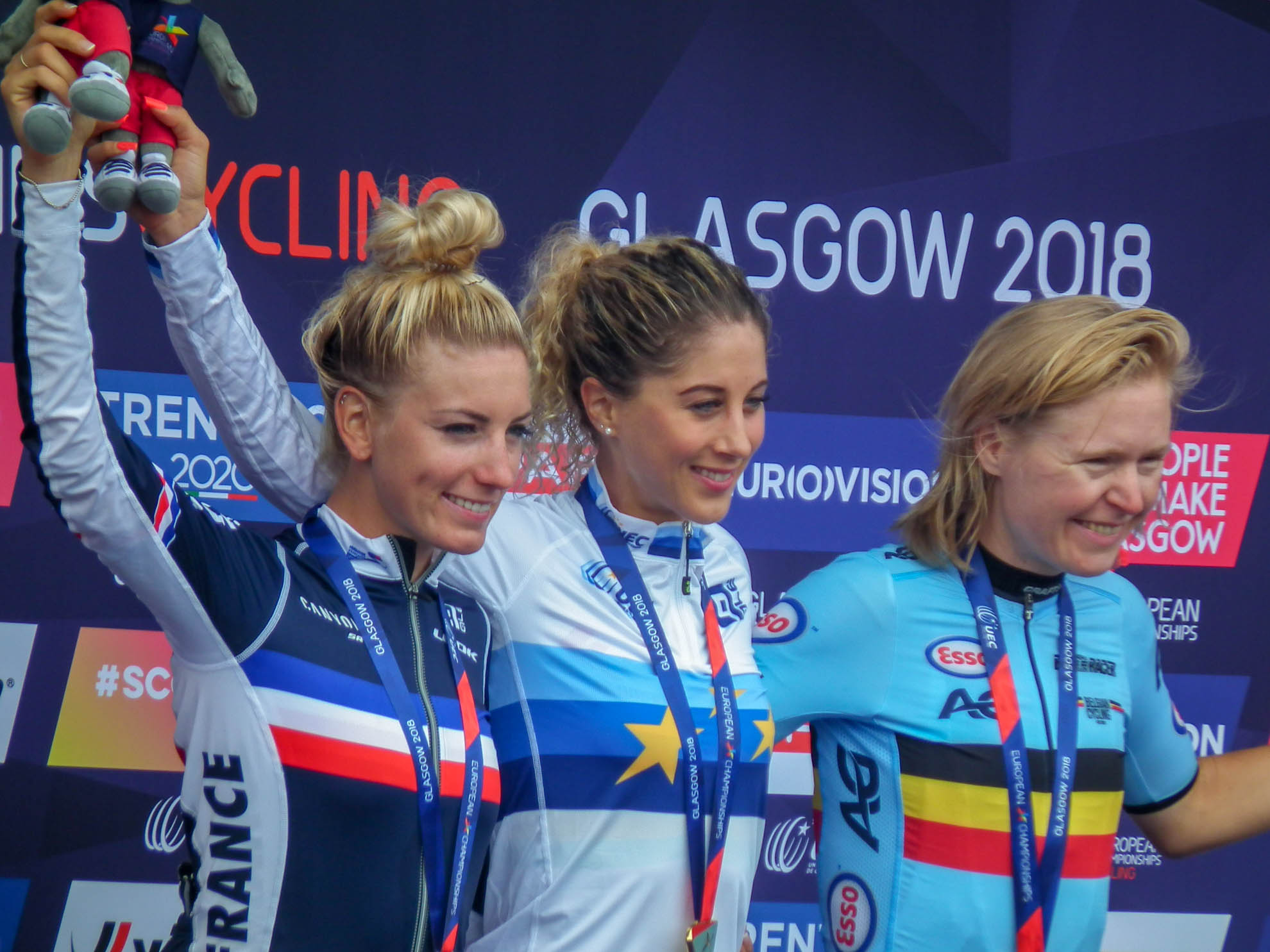
Podium des championnats d'Europe de cross-country

Au BeNe Ladies Tour, Lisa Klein est cinquième du prologue et Trixi Worrack sixième. Sur le contre-la-montre de la deuxième étape secteur b, Trixi Worrack s'impose devant sa coéquipière pour une seconde. Cette dernière remonte à la troisième place du classement général deux secondes derrière Marianne Vos. Sur la dernière étape, Lisa Klein gagne une place grâce aux sprints intermédiaires. Elle est également meilleure jeune,. À la RideLondon-Classique, Alice Barnes se classe neuvième du sprint.

### Août
Début août, Pauline Ferrand-Prévot se classe deuxième du championnat d'Europe de cross-country derrière Jolanda Neff. Aux championnats d'Europe du contre-la-montre, Trixi Worrack est troisième. Sur la course en ligne, en début de course Lisa Klein fait partie de l'échappée. À trente kilomètre de l'arrivée, Chantal Blaak, Elena Cecchini et Alice Barnes sortent du peloton. La poursuite est menée par les équipes de France et d'Allemagne. À vingt-et-un kilomètres de l'arrivée, les trois coureuses sont reprises. Elena Cecchini est quatrième du sprint remporté par sa compatriote Marta Bastianelli.
La formation est quatrième du contre-la-montre par équipes de l'Open de Suède Vårgårda plus d'une minute trente derrière la Boels Dolmans. Sur la course en ligne, Alice Barnes attaque durant la course mais sans succès. Au sprint, Elena Cecchini prend la quatrième place. Sur le contre-la-montre par équipes du Tour de Norvège, Canyon-SRAM est une nouvelle fois quatrième, une minute onze derrière la formation Sunweb. Sur la course par étapes du même nom, Katarzyna Niewiadoma attaque dans la difficulté de la première étape, mais le peloton ne la laisse pas partir. Le lendemain, sur un sprint en côte, elle lance de loin mais se fait remonter par Marianne Vos et Emilia Fahlin. Katarzyna Niewiadoma termine cinquième du classement général.
Au Grand Prix de Plouay, une accélération de Tiffany Cromwell au kilomètre quatre-vingt-huit provoque une sélection dans le peloton. L'équipe Mitchelton-Scott part à sa poursuite. Alexis Ryan est l'auteur de l'attaque suivante, trois kilomètres plus loin. Tout se joue dans la dernière ascension de Ty Marrec. Katarzyna Niewiadoma sort flanquée d'Elisa Longo Borghini. Rejointes, elles sont quinze au sommet. Au sprint, Elena Cecchini finit quatrième.
Au Boels Ladies Tour, Lisa Klein est septième du prologue. Le lendemain, la formation ne suit pas les attaques d'Anna van der Breggen et Annemiek van Vleuten. Au sprint, Elena Cecchini finit troisième de l'étape. Sur la troisième étape, Hannah Barnes fait partie de l'échappée. Sur les deux étapes suivantes, c'est Elena Cecchini qui tente sa chance. Le succès n'est cependant pas au rendez-vous. Lors de l'ultime contre-la-montre, Lisa Klein est sixième. Au classement général final, Elena Cecchini est dixième.

### Septembre

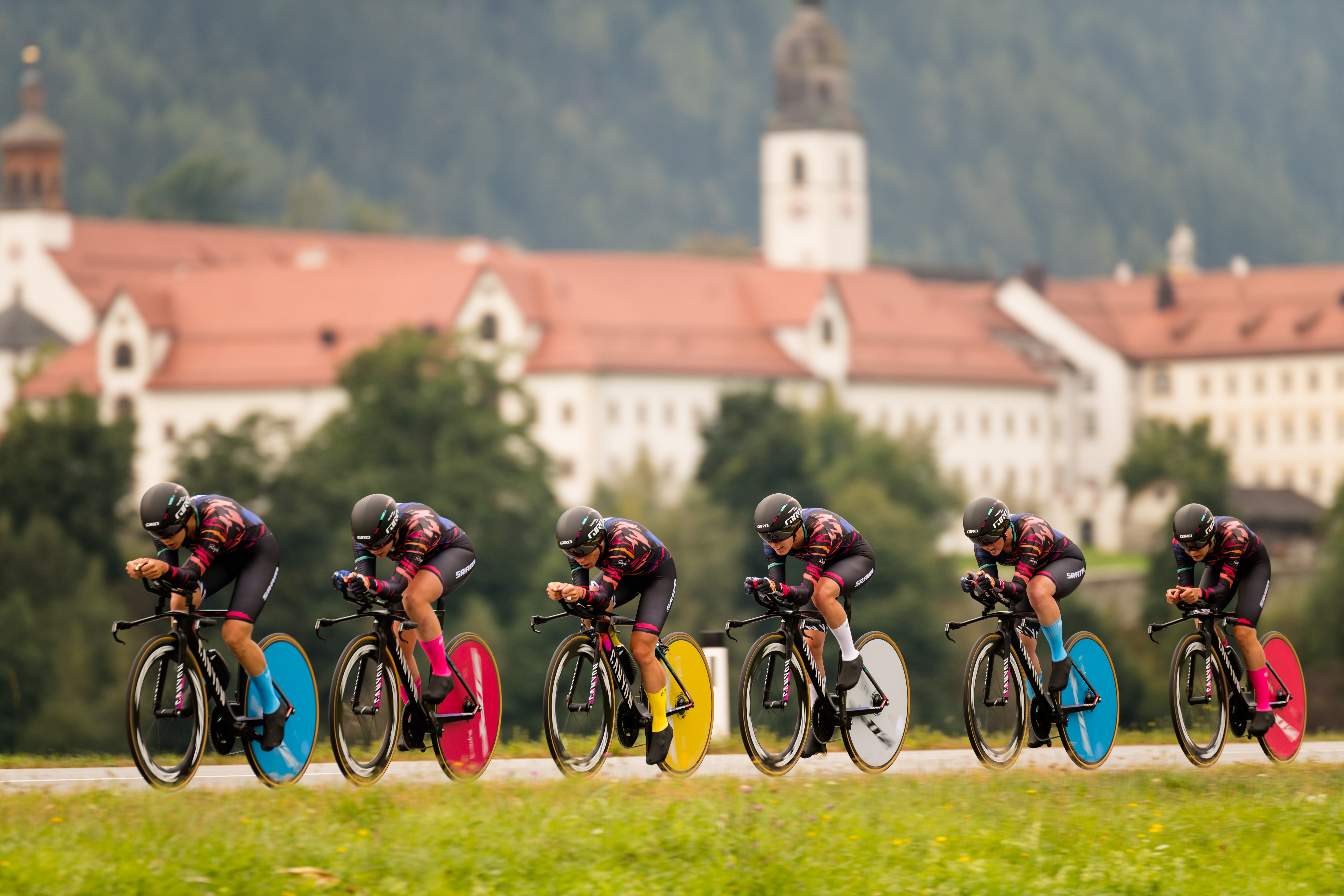
L'équipe en route pour le titre mondial

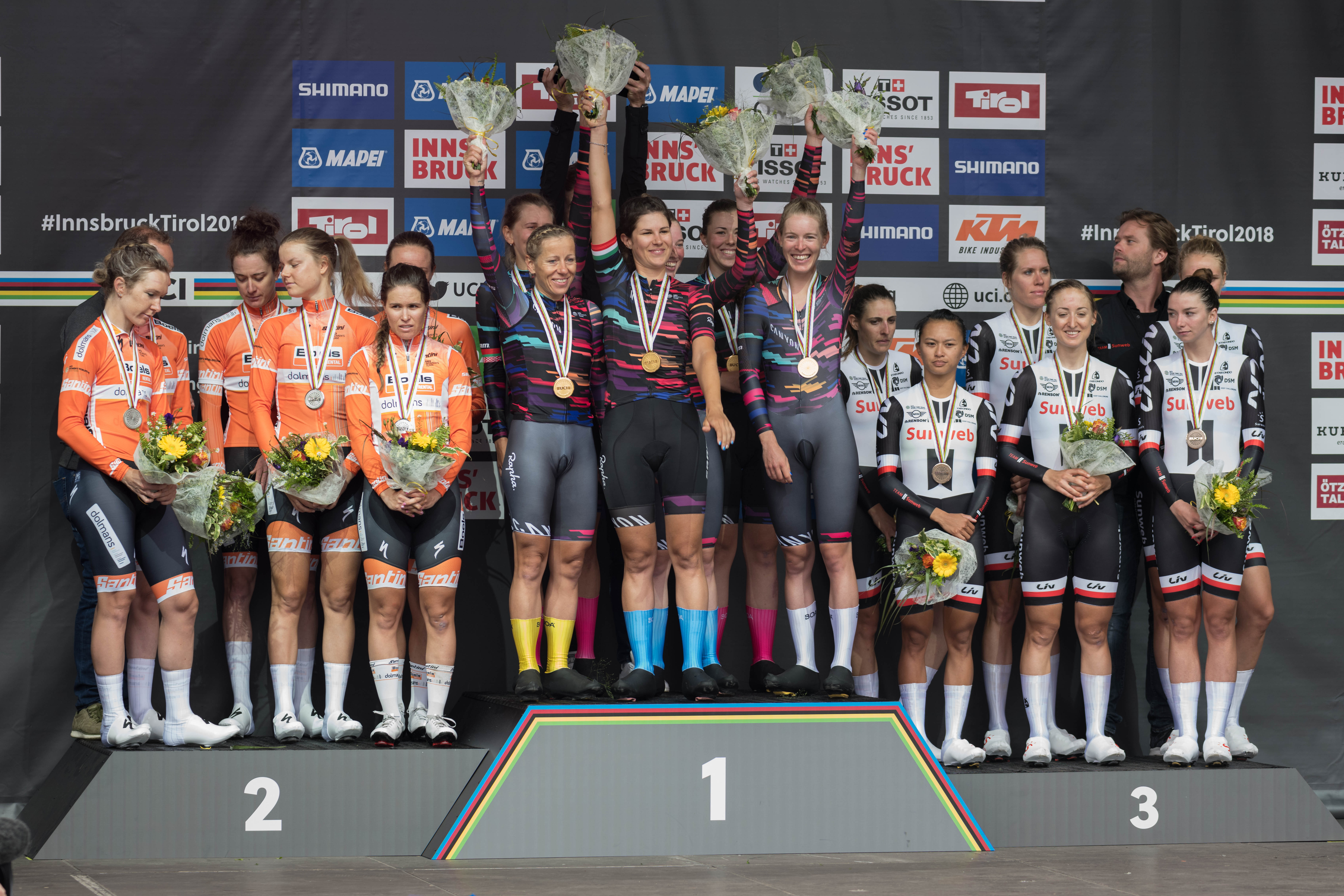
Podium du championnat du monde du contre-la-montre par équipes

L'équipe participe au Tour de l'Ardèche. Alexis Ryan remporte au sprint la première étape,,. Elle est ensuite deuxième au sprint de la deuxième étape derrière Arlenis Sierra,,. Sur la troisième étape, la sélection des États-Unis est à la manœuvre. Katarzyna Niewiadoma reste attentive et se classe deuxième de l'étape derrière Ruth Winder. Elle occupe alors la même place au classement général,,. Lors de l'arrivée au sommet du mont Serein, elle se classe quatrième quarante secondes derrière Eider Merino. La Polonaise reste deuxième du classement général, huit secondes derrière Mavi Garcia. Sur la cinquième étape, les favorites se détachent en fin d'étape. Tout se joue dans le dernier kilomètre, Katarzyna Niewiadoma s'impose devant Mavi Garcia,. Le lendemain, dans une descente proche de l'arrivée, Katarzyna Niewiadoma accélère avec Katie Hall alors que Mavi Garcia chute. Ruth Winder part ensuite, suivie de Katarzyna Niewiadoma. L'Américaine passe la ligne en première, mais la Polonaise endosse le maillot rose,. La dernière étape est gérée par l'équipe et Katarzyna Niewiadoma remporte le classement final. Elle est également meilleure grimpeuse.
Les championnats du monde débutent par le contre-la-montre par équipes. Canyon-SRAM, qui a fini quatrième à Vårgårda et en Norvège dans la discipline, ne fait pas partie des équipes favorites. Au premier passage intermédiaire, l'équipe a dix secondes de retard sur Wiggle-High5. Cette dernière formation perd des éléments, alors que Canyon-SRAM reste au complet jusqu'à l'arrivée. Canyon-SRAM s'impose avec vingt-et-une secondes d'avance sur Boels Dolmans,,. Sur le contre-la-montre individuel, Trixi Worrack se classe quinzième. Sur la course en ligne, Katarzyna Niewiadoma finit douzième,,.

### Octobre
Début octobre, Elena Cecchini devient championne d'Italie du contre-la-montre. À la fin du mois, au Tour du Guangxi, Hannah Barnes est deuxième du sprint massif, derrière Arlenis Sierra.

## Victoires

### Sur route
| Victoires | Victoires                                                               | Victoires   | Victoires | Victoires            | Victoires |
| Date      | Course                                                                  | Pays        | Classe    | Vainqueur            |           |
| --------- | ----------------------------------------------------------------------- | ----------- | --------- | -------------------- | --------- |
| 22 fév.   | 1re étape de la Semaine cycliste valencienne                            | Espagne     | 2.2       | Hannah Barnes        |           |
| 25 fév.   | 4e étape de la Semaine cycliste valencienne                             | Espagne     | 2.2       | Hannah Barnes        |           |
| 25 fév.   | Classement général, Semaine cycliste valencienne                        | Espagne     | 2.2       | Hannah Barnes        |           |
| 9 mars    | Drentse 8                                                               | Pays-Bas    | 1.2       | Alexis Magner        |           |
| 18 mars   | Trofeo Alfredo Binda-Comune di Cittiglio                                | Italie      | 1.WWT     | Katarzyna Niewiadoma |           |
| 27 avr.   | Prologue, Festival Elsy Jacobs                                          | Luxembourg  | 2.1       | Lisa Klein           |           |
| 29 mai    | 2e étape du Tour de Thuringe                                            | Allemagne   | 2.1       | Elena Cecchini       |           |
| 2 juin    | 6e étape du Tour de Thuringe                                            | Allemagne   | 2.1       | Alice Barnes         |           |
| 28 juin   | Championnat de Grande-Bretagne du contre-la-montre                      | Royaume-Uni | CN        | Hannah Barnes        |           |
| 29 juin   | Championnat de Biélorussie du contre-la-montre                          | Biélorussie | CN        | Alena Amialiusik     |           |
| 30 juin   | Championnat de Biélorussie sur route                                    | Biélorussie | CN        | Alena Amialiusik     |           |
| 30 juin   | Jeux méditerranéens contre-la-montre                                    | Espagne     | CC        | Elena Cecchini       |           |
| 21 juill. | 2eb étape, Baloise Ladies Tour                                          | Belgique    | 2.1       | Trixi Worrack        |           |
| 13 sept.  | 1re étape du Tour de l'Ardèche                                          | France      | 2.1       | Alexis Magner        |           |
| 16 sept.  | 5e étape du Tour de l'Ardèche                                           | France      | 2.1       | Katarzyna Niewiadoma |           |
| 18 sept.  | Classement général, Tour de l'Ardèche                                   | France      | 2.1       | Katarzyna Niewiadoma |           |
| 23 sept.  | championnat du monde féminin du contre-la-montre par équipes de marques | Autriche    | CM        | Canyon-SRAM Racing   |           |
| 4 oct.    | Championnat d'Italie du contre-la-montre                                | Italie      | CN        | Elena Cecchini       |           |

### Sur piste
| Date        | Course                              | Pays      | Classe | Vainqueur  |
| ----------- | ----------------------------------- | --------- | ------ | ---------- |
| 22 décembre | Championnat d'Allemagne de l'omnium | Allemagne | CN     | Lisa Klein |

### Résultats sur les courses majeures

#### World Tour
| Date                | #  | Course                                   | Pays            | Meilleure classée      | Classement |
| ------------------- | -- | ---------------------------------------- | --------------- | ---------------------- | ---------- |
| 3 mars              | 1  | Strade Bianche                           | Italie          | Katarzyna Niewiadoma   | 2e         |
| 11 mars             | 2  | Tour de Drenthe                          | Pays-Bas        | Alexis Ryan            | 2e         |
| 18 mars             | 3  | Trofeo Alfredo Binda-Comune di Cittiglio | Italie          | Katarzyna Niewiadoma   | Vainqueur  |
| 22 mars             | 4  | Trois Jours de la Panne                  | Belgique        | Tiffany Cromwell       | 9e         |
| 25 mars             | 5  | Gand-Wevelgem                            | Belgique        | Lisa Klein             | 3e         |
| 1er avril           | 6  | Tour des Flandres                        | Belgique        | Katarzyna Niewiadoma   | 9e         |
| 15 avril            | 7  | Amstel Gold Race                         | Pays-Bas        | Alexis Ryan            | 5e         |
| 18 avril            | 8  | Flèche wallonne                          | Belgique        | Katarzyna Niewiadoma   | 21e        |
| 22 avril            | 9  | Liège-Bastogne-Liège                     | Belgique        | Pauline Ferrand-Prévot | 7e         |
| 26-28 avril         | 10 | Tour de l'île de Chongming               | Chine           | -                      | -          |
| 10-13 mai           | 11 | Tour de Californie                       | États-Unis      | Katarzyna Niewiadoma   | 3e         |
| 19-22 mai           | 12 | Emakumeen XXXI. Bira                     | Espagne         | Elena Cecchini         | 23e        |
| 13-17 juin          | 13 | The Women's Tour                         | Grande-Bretagne | Pauline Ferrand-Prévot | 9e         |
| 6-15 juillet        | 14 | Tour d'Italie                            | Italie          | Katarzyna Niewiadoma   | 7e         |
| 17 juillet          | 15 | La course by Le Tour de France           | France          | Katarzyna Niewiadoma   | 6e         |
| 28 juillet          | 16 | RideLondon-Classique                     | Grande-Bretagne | Alice Barnes           | 9e         |
| 10 août             | 17 | Open de Suède Vårgårda TTT               | Suède           | Canyon-SRAM            | 4e         |
| 12 août             | 18 | Open de Suède Vårgårda                   | Suède           | Elena Cecchini         | 4e         |
| 16 août             | 19 | Tour de Norvège TTT                      | Norvège         | Canyon-SRAM            | 4e         |
| 17-19 août          | 20 | Tour de Norvège                          | Norvège         | Katarzyna Niewiadoma   | 5e         |
| 25 août             | 21 | Grand Prix de Plouay                     | France          | Elena Cecchini         | 4e         |
| 28 août-2 septembre | 22 | Boels Rental Ladies Tour                 | Pays-Bas        | Elena Cecchini         | 10e        |
| 10 septembre        | 23 | La Madrid Challenge by La Vuelta         | Espagne         | -                      | -          |
| 21 octobre          | 24 | Tour du Guangxi                          | Chine           | Hannah Barnes          | 2e         |

Katarzyna Niewiadoma est huitième du classement individuel. La formation est quatrième au classement par équipes.

#### Grand tour
| Grand tour            | Tour d'Italie             |
| --------------------- | ------------------------- |
| Coureuse (classement) | Katarzyna Niewiadoma (7e) |
| Accessits             | Aucun                     |

## Classement mondial
| Classement UCI | Classement UCI         | Classement UCI | Classement UCI |
| Coureuse       | Coureuse               | Pays           | Points         |
| -------------- | ---------------------- | -------------- | -------------- |
| 9e             | Katarzyna Niewiadoma   | Pologne        | 1131 pts       |
| 28e            | Alexis Magner          | États-Unis     | 603 pts        |
| 32e            | Elena Cecchini         | Italie         | 547 pts        |
| 38e            | Lisa Klein             | Allemagne      | 483 pts        |
| 57e            | Hannah Barnes          | Royaume-Uni    | 324 pts        |
| 58e            | Alena Amialiusik       | Biélorussie    | 323 pts        |
| 82e            | Trixi Worrack          | Allemagne      | 243 pts        |
| 96e            | Pauline Ferrand-Prévot | France         | 196 pts        |
| 115e           | Alice Barnes           | Royaume-Uni    | 157 pts        |
| 158e           | Christa Riffel         | Allemagne      | 101 pts        |
| 195e           | Tiffany Cromwell       | Australie      | 77 pts         |
| 826e           | Tanja Erath            | Allemagne      | 1 pt           |
| 827e           | Leah Thorvilson        | États-Unis     | 1 pt           |

Canyon-SRAM est quatrième du classement par équipes.